# Record d'Europe du relais 4 × 400 mètres
Pour un article plus général, voir Records d'Europe d'athlétisme.
Les records d'Europe du relais 4 × 400 mètres sont actuellement détenus, chez les hommes, par l'équipe du Royaume-Uni (Iwan Thomas, Jamie Baulch, Mark Richardson et Roger Black) qui établit le temps de 2 min 56 s 60 le 3 août 1996 en finale des Jeux olympiques d'Atlanta, et chez les femmes par l'équipe d'URSS (Tatyana Ledovskaya, Olga Nazarova, Mariya Pinigina et Olga Bryzgina), créditée de 3 min 15 s 17 le 1er octobre 1988 à l'occasion des Jeux olympiques de 1988, à Séoul. Cette performance constitue l'actuel record du monde de la discipline.
Le premier record d'Europe masculin homologué par l'Association européenne d'athlétisme est établi lors des Jeux olympiques de 1936 par l'équipe du Royaume-Uni en 3 min 09 s 0.

## Hommes
14 records d'Europe masculins ont été homologués par l'AEA.
| Temps                      | Pays               | Athlètes                                                         | Lieu        | Date               |
| -------------------------- | ------------------ | ---------------------------------------------------------------- | ----------- | ------------------ |
| Chronométrage manuel       |                    |                                                                  |             |                    |
| 3 min 09 s 0               | Royaume-Uni        | Frederick Wolff Godfrey Rampling William Roberts Godfrey Brown   | Berlin      | 9 août 1936        |
| 3 min 06 s 6               | Allemagne          | Günther Steines Hans Geister Heinz Ulzheimer Karl-Friedrich Haas | Helsinki    | 27 juillet 1952    |
| 3 min 05 s 6               | Allemagne          | Manfred Kinder Joachim Reske Johannes Kaiser Carl Kaufmann       | Fribourg    | 21 août 1960       |
| 3 min 02 s 7               | Allemagne          | Manfred Kinder Joachim Reske Johannes Kaiser Carl Kaufmann       | Rome        | 8 septembre 1960   |
| 3 min 01 s 6               | Royaume-Uni        | Tim Graham Adrian Metcalfe John Cooper Robbie Brightwell         | Tokyo       | 21 octobre 1964    |
| 3 min 00 s 5               | Pologne            | Stanisław Grędziński Jan Balachowski Jan Werner Andrzej Badeński | Mexico      | 20 octobre 1968    |
| 3 min 00 s 5               | Allemagne          | Helmar Müller Gerhard Hennige Manfred Kinder Martin Jellinghaus  | Mexico      | 20 octobre 1968    |
| Chronométrage électronique |                    |                                                                  |             |                    |
| 3 min 00 s 46              | Royaume-Uni        | Martin Reynolds Alan Pascoe David Hemery David Jenkins           | Munich      | 10 septembre 1972  |
| 3 min 00 s 07              | Allemagne de l'Est | Guido Lieske Mathias Schersing Jens Carlowitz Thomas Schönlebe   | Erfurt      | 3 juin 1984        |
| 2 min 59 s 13              | Royaume-Uni        | Kriss Akabusi Garry Cook Todd Bennett Philip Brown               | Los Angeles | 11 août 1984       |
| 2 min 58 s 86              | Royaume-Uni        | Derek Redmond Kriss Akabusi Roger Black Philip Brown             | Rome        | 6 septembre 1987   |
| 2 min 58 s 22              | Royaume-Uni        | Paul Sanders Kriss Akabusi John Regis Roger Black                | Split       | 1er septembre 1990 |
| 2 min 57 s 53              | Royaume-Uni        | Roger Black Derek Redmond John Regis Kriss Akabusi               | Tokyo       | 1er septembre 1991 |
| 2 min 56 s 60              | Royaume-Uni        | Iwan Thomas Jamie Baulch Mark Richardson Roger Black             | Atlanta     | 3 août 1996        |

## Mixte
| Temps         | Pays    | Athlètes                                                                  | Lieu   | Date          |
| ------------- | ------- | ------------------------------------------------------------------------- | ------ | ------------- |
| 3 min 22 s 26 | Pologne | Kacper Kozłowski Martyna Dąbrowska Małgorzata Curyło Rafał Omelko         | Nassau | 23 avril 2017 |
| 3 min 09 s 0  | Pologne | Kajetan Duszyński Natalia Kaczmarek Justyna Święty-Ersetic Karol Zalewski | Tokyo  | 31 août 2021  |